# 인랜드엠파이어

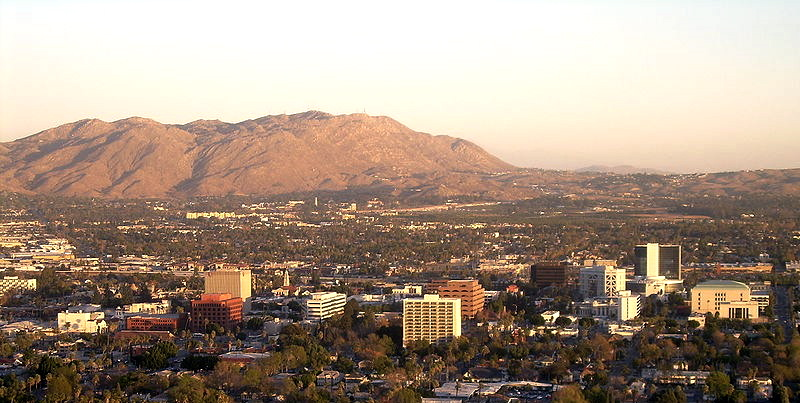
리버사이드

인랜드엠파이어(내륙제국, Inland Empire, the I.E.)는 미국 캘리포니아 남부 리버사이드와 샌버너디노를 중심으로 하는 도시권을 가리키는 용어다. 미국 인구조사국은 리버사이드-샌버너디노-온타리오 광역 도시권(Riverside-San Bernardino-Ontario metropolitan area)이라고 규정하는데, 2020년 기준 면적이 70,000 km2, 인구가 460만명으로, 인구 기준 미국 내 12번째 큰 도시권이다. 대부분의 인구는 리버사이드군 서부와 샌버너디노군 남서쪽에 거주한다.
전통적으로 농업 중심지었지만, 로스앤젤레스와 샌디에고가 팽창하면서 인랜드엠파이어는 저렴한 토지와 편리한 교통으로 중요한 인구, 산업, 상업 중심지가 되었다. 다른 도시권들과 달리 중심지 없이 발전했다.

## 지리
인랜드엠파이어의 정확한 경계선은 확실하지 않아서, 동쪽의 코첼라 밸리를 포함하기도 하고 제외하기도 한다. 로스앤젤레스군과 샌버너디노군을 가르는 경계선은 산호세 힐스로, 언덕을 중심으로 서쪽의 샌게이브리얼 밸리와 동쪽의 샌버너디노 밸리가 나뉜다. 오렌지군과는 샌타애나 산맥으로, 샌디에고군과는 서쪽에서는 샌타로사 산맥, 동쪽으로는 소노라 사막으로 나뉜다.
인랜드엠파이어 내부는 인구가 집중된 리버사이드군 서부와 샌버너디노군 남서쪽과, 인구가 희박한 나머지 지역으로 구분할 수 있다. 둘은 샌버나디노 산맥으로 나뉜다. 샌버나디노 산맥의 최고봉 높이는 3,505m로, 솔턴호의 해발고도 -67m와 강한 대조를 이룬다. 산맥의 고지대는 대체로 서늘하지만 저지대의 계곡과 사막은 매우 덥고 건조한 기후를 보인다. 사막의 휴양도시인 팜스프링스의 여름 기온은 43 °C를 넘을 수 있다.

## 경제
주변 도시들에 비해 저렴한 토지로 인랜드엠파이어는 20세기 후반부터 빠르게 개발되고 있다. 도시권의 주된 산업은 물류와 건설, 제조업이다.
미국 최대의 항구인 로스앤젤레스항과 롱비치항에 도착한 화물들의 80% 이상은 인랜드엠파이어를 거쳐 미국 전역의 도시들로 운송된다. 아마존은 도시권에서 가장 고용 규모가 큰 기업으로, 전자 상거래 발달에 맞춰 급속한 속도로 물류 시설을 건설했다. 월마트, 타깃같은 소매 업체들과, 토요타 자동차를 포함한 제조업체들도 인랜드엠파이어에 대형 물류 시설을 두고 있다.
로스앤젤레스와 오렌지군, 샌디에고의 높은 지가로 인해 인랜드엠파이어는 베드타운 역할을 하고 있다. 부실한 도시 계획으로 급증하는 인구에, 학교같은 공공시설의 부족, 교통 체증, 대기 오염같은 문제가 발생하고 있다. 2002년에는 싱크탱크인 스마트 그로스 아메리카(Smart Growth America)에 의해 미국에서 가장 심한 스프롤 현상을 보여주는 도시로 선정되었다. 코로나19 범유행 동안 인랜드엠파이어는 미국 전체에서 다섯번째, 캘리포니아에서는 가장 많은 34,500명의 인구 증가를 기록했다.
인랜드엠파이어는 주에서 교육 수준이 가장 낮은 도시권이자 전국에서 평균 임금이 가장 낮은 도시이다. 2006년 전국의 51개 주요 도시권들 중 인랜드엠파이어의 평균 임금은 가장 낮은 $36,924에 불과했다.